# Benin na Mistrzostwach Świata w Lekkoatletyce 2009
Benin na Mistrzostwach Świata w Lekkoatletyce 2009 – reprezentacja Beninu podczas czempionatu w Berlinie liczyła tylko 2 zawodników. 

## Występy reprezentantów Beninu

### Mężczyźni
- Bieg na 400 m
  - Mathieu Gnanligo z wynikiem 47,00 zajął 41. miejsce w eliminacjach i nie awansował do kolejnej rundy

### Kobiety
- Bieg na 400 m
  - Claudine Yemalin z wynikiem 58,82 zajęła 35. miejsce w eliminacjach i nie awansowała do kolejnej rundy